# Richtlinie über Restrukturierung und Insolvenz
Die EU-Richtlinie über Restrukturierung und Insolvenz vereinheitlicht die Sanierung von Unternehmen, bevor sie zahlungsunfähig werden. Es wird ein Rahmen festgelegt, der beim Restrukturieren eines Unternehmens eingehalten werden muss, Kern ist ein Restrukturierungsplan. Damit soll die unnötige Liquidation bestandsfähiger Unternehmen verhindert werden.

## Wesentliche Inhalte
Den Kern des Restrukturierungsverfahrens bildet der Restrukturierungsplan, der im Grundsatz dem Insolvenzplan ähnelt, der jedoch nicht die Eröffnung eines Insolvenzverfahrens voraussetzt, sondern gerade auf die Vermeidung der Insolvenz gerichtet sein muss.
Weitere Kernelemente der Restrukturierungsrichtlinie sind
- Verfahren zur Vorbereitung des Restrukturierungsplans einschließlich Aussetzung von Einzelvollstreckungsmaßnahmen (Moratorium),
- Schaffung eines Zugangs zu Frühwarnsystemen für Unternehmen, die Umstände erkennen lassen, die zu einer wahrscheinlichen Insolvenz führen,
- Neuausrichtung der Geschäftsleiterpflichten im Stadium wahrscheinlicher Insolvenz,
- Möglichkeit der Entschuldung insolventer Unternehmer mit einer Höchstfrist von drei Jahren,
- Regelungen zur Professionalisierung der mit Restrukturierungs- und Insolvenzverfahren befassten Justiz- und Verwaltungsbehörden und
- Regelungen zum Berufsrecht der in Insolvenz-, Restrukturierungs- und Entschuldungsverfahren bestellten Verwalter.

## Deutschland
In Deutschland wurde die Richtlinie 2021 durch das Gesetz über de Stabilisierungs- und Restrukturierungsrahmen für Unternehmen im Insolvenzrecht umgesetzt. Vorgeschaltet ist eine „Frühwarnung“.
Ähnlich dem englischen Scheme of Arrangement wird eine finanzwirtschaftliche Restrukturierung auch gegen den Willen einzelner ablehnender Beteiligter, sogenannter Akkordstörer, ohne gerichtliche Beteiligung ermöglicht ebenso wie tiefere Eingriffe in Rechte einzelner Gläubiger oder Geschäftspartner, z. B. im Rahmen von Erfüllungswahlrechten oder außerordentlichen Kündigungsrechten. Operative Sanierungsmaßnahmen müssen im Zweifelsfall weiterhin im Rahmen eines Insolvenzverfahrens (in Eigenverwaltung) umgesetzt werden.

## Österreich
In Österreich kann eine Restrukturierung erfolgen, wenn die Eigenmittelquote 8 % unterschreitet und die fiktive Schuldtilgungsdauer 15 Jahre übersteigt. Sie ist im Restrukturierungs- und Insolvenz-Richtlinie-Umsetzungsgesetz (RIRUG) geregelt. Verwandt ist das Schuldenregulierungsverfahren, der Privatkonkurs.

## Schweiz
Die Schweiz hatte als Mitglied des Europäischen Wirtschaftsraums bereits 2014 ihr Bundesgesetz über Schuldbetreibung und Konkurs reformiert, um Sanierungsverfahren zu erleichtern. Eine Sanierung ist sowohl selbstständig mittels sogenanntem Workout möglich, wie auch mittels gerichtlichem Nachlassverfahren. Rechtshandlungen, die während einer Nachlassstundung stattgefunden haben, sind demnach nicht anfechtbar (Art. 285 Abs. 3 SchKG). Ähnlich wie in den USA beim prepackaged bankruptcy-Verfahren nach Chapter 11 kann ein Prepack geschnürt werden, eine Sanierungslösung ähnlich einem fertigen Nachlassvertrag, abgestimmt mit den Schuldnern und dem künftigen Sachwalter.
Fünf Jahre nach der Reform waren die Meinungen über die Reform gemischt; eine Konkurseröffnung und Betriebsschließung nach Nachlassstundung findet häufig dennoch statt.